# اليوم العالمي للمحيطات
اليوم العالمي للمحيطات، هو يوم عالمي يتمّ الاحتفال فيه بجمال وثروة المحيطات، في 8 حزيران / يونيو من كل عام.

## معلومات أساسية
اُقْتُرِح لأول مرة اليوم العالمي للمحيطات، من قبل الحكومة الكندية، في مؤتمر قمة الأرض، في ريو دي جانيرو، عام 1992. ومنذ عام 2002، ومنظمة مشروع المحيط، تحتفل وتنسق فعاليات اليوم العالمي للمحيطات في جميع أنحاء العالم، بما في ذلك الشبكة العالمية للمحيطات، والرابطة العالمية لحدائق الحيوان وأحواض السمك، ورابطة حدائق الحيوان وأحواض السمك. وفي يوم 5 كانون الأول / ديسمبر 2008، أعلنت منظمة الأُمم المتحدة للتربية والثقافة والعلوم اليونسكو، التابعة للأمم المتحدة، بموجب قرارها 63/111، يوم 8 حزيران / يونيو يوماً عالمياً للمحيطات، اعتباراً من عام 2009.

## الاحتفال باليوم العالمي للمحيطات
تغطي المحيطات نحو ثلثي سطح الأرض، وتؤثر علينا جميعاً. وتوفر المحيطات أغذية حيوية، وطاقة، وماء وهيدروكربونات، وموارد معدنية، كما أنها مكون أساسي من مكونات النظام المناخي للأرض. وفي كل عام، تتعدد الطرق والمواضيع لزيادة الوعي بأهمية وجمال المحيط، من خلال الاحتفال باليوم العالمي للمحيطات.

## انظُر أيضاً
- محيط.
- علم المحيطات.
- حماية البيئة البحرية.

## وصلات خارجية
- اليوم العالمي للمحيطات.
- منظمة مشروع المحيط (باللُّغة الإنجليزية).
- اليوم العالمي للمحيطات (إدارة شؤون الإعلام للأمم المتحدة).
- الشبكة العالمية للمحيطات (باللُّغة الإنجليزية، الإسبانية، والفرنسية).